# George Perle
George Perle né à Bayonne (New Jersey), le 6 mai 1915 et mort à New York, le 23 janvier 2009, est un compositeur et théoricien de la musique.

## Biographie
Perle est né à Bayonne, New Jersey. Il est diplômé de l'Université DePaul à Chicago, où il étudie avec Wesley LaViolette (1934–38) et en leçon privée avec Ernst Křenek au début des années 1940. Durant la Seconde Guerre mondiale, il est technicien dans l'United States Army, et sert en Europe et dans le Pacifique. Après guerre, à l'Université de New York, il passe son doctorat (1956). Ensuite il enchaîne différents postes à l'Université de Louisville (1949–57), Université de Californie à Davis (1957–61) et au Queens College (1961–84). Il est parallèlement invité dans différentes universités américaines (Yale, Buffalo, Pennsylvanie, Columbia, Berkeley…).
Perle compose avec une technique personnelle appelé « twelve-tone tonality », tonalité dodécaphonique. Cette technique est différente, mais en lien avec la technique dodécaphonique de la Seconde école de Vienne, dont il était un « admirateur précoce » (années 1930) et dont il a utilisé des aspects, sans jamais les adopter entièrement. L'ancien élève de Perle Paul Lansky décrit la tonalité dodécaphonique ainsi :
| « Basically this creates a hierarchy among the notes of the chromatic scale so that they are all referentially related to one or two pitches which then function as a tonic note or chord in tonality. The system similarly creates a hierarchy among intervals and finally, among larger collections of notes, 'chords.' The main debt of this system to the 12-tone system lies in its use of an ordered linear succession in the same way that a 12-tone set does. » |  |  | « Fondamentalement, ce qui crée une hiérarchie entre les notes de la gamme chromatique de sorte qu'ils sont tous liés par renvoi à un ou deux emplacements et fonctionne alors comme tonique ou un accord dans la tonalité. Le système crée une hiérarchie entre des intervalles similaire et finalement parmi les séries de notes, ou « accords ». La principale dette de ce système, pour le système des douze tons, réside dans l'utilisation d'une succession ordonnée et linéaire de la même manière qu'un ensemble de douze tons le fait. » |

En 1968, Perle cofonde l'association Alban Berg avec Igor Stravinsky et Hans Redlich, qui en a eu l'idée (selon Perle dans sa lettre à Glen Flax du 4/1/89). L'important travail de Perle sur Berg comprend la documentation ainsi que le troisième acte de Lulu, qui n'était pas une esquisse inachevée, mais en fait complète au trois cinquièmes. La Lyric Suite contient un programme secret dédié à un amour de Berg.
Après sa retraite du Queens College en 1985, il devient professeur émérite à la Aaron Copland School of Music. En 1986, Perle reçoit le Prix Pulitzer de musique pour son Quintette à vents no 4 et aussi un Prix MacArthur. Aux environs de 1989, Perle est compositeur en résidence du San Francisco Symphony, un mandat de trois ans. C'est de cette époque que date la publication de son quatrième livre intitulé, The Listening Composer.
Perle meurt âgé de 93 ans dans sa maison de New York en janvier 2009. Il est enterré au Cimetière national de Calverton. Sur sa pierre tombale sont inscrits les mots « An die Musik »,.
Un nombre croissant de jeunes artistes ont appris à apprécier Perle le compositeur en avance sur son temps. Dans la perspective des célébrations du 100e anniversaire du compositeur, le pianiste Michael Brown a sorti un disque, bien reçu, d'un choix d'œuvres pour piano de Perle.

## Œuvres
Richard Swift effectue une distinction entre le Perle « libre » ou « intuitif », tonal, et la musique usant du mode des douze sons. Pour cette dernière catégorie, il liste les œuvres suivantes :
- Sonata for Solo Viola (1942)
- Three Sonatas for Solo Clarinet (1943)
- Hebrew Melodies for Solo Cello (1945)
- Sonata for Solo Cello (1947)
- Quintet for Strings (1958)
- Sonata I for Solo Violin (1959)
- Wind Quintet I (1959)
- Wind Quintet II (1960)
- Monody I for Flute (1962)
- Monody II for Double Bass (1962)
- Three Inventions for Bassoon (1962)
- Sonata II for Solo Piano (1963)
- Solo Partita for Violin and Viola (1965)
- Wind Quintet III (1967)
- Toccata, pour piano (1969)
- Suite in C (1970)

## Publications
- George Perle (1962, réimp. 1991), Serial Composition and Atonality: An Introduction to the Music of Schoenberg, Berg, and Webern. University of California Press.
- George Perle (1978, réimp 1992), Twelve-Tone Tonality.  University of California Press.
- George Perle (1980), The Operas of Alban Berg. Vol. 1: Wozzeck. California: University of California Press.
- George Perle (1984), "Scriabin's Self-Analysis", Musical Analysis III/2 (juillet).
- George Perle (1985), The Operas of Alban Berg. Vol. 2: Lulu. California: University of California Press.
- George Perle (1990), The Listening Composer. California: University of California Press.
- George Perle (1992), "Symmetry, the Twelve-Tone Scale, and Tonality", Contemporary Music Review 6 (2), p. 81–96.